# Kraplewo
Kraplewo (niem. Kraplau) – osada w Polsce położona w województwie warmińsko-mazurskim, w powiecie ostródzkim, w gminie Ostróda.
Wieś w kształcie ulicówki, nazwa wywodzi się najprawdopodobniej od strumyka Krapel.

## Historia
Wieś lokowana w 1351, kiedy to cztery włóki nabył niejaki Henryk od rycerza Jodaka z Kraplewa. Kraplewo podlegało pod komturię w Ostródzie. Parafia erygowana jeszcze w średniowieczu. 
W 1541 r. wieś obejmowała 38 włók, z których jedynie 29 było zagospodarowanych, W dokumentach z 1541 wśród chłopów, zamieszkujących Kraplewo, wymieniane są nazwiska polskie oraz niemieckie. W 1577 r. do parafii w Kraplewie należały miejscowości: Brzydowo, Lichtajny, Szyldak. W tym czasie na 38 włókach gospodarzyło 15 kmieci (każdy uprawiał po dwie włóki, do sołtysa należały 4 włoki, podobnie do pastora). W tym czasie we wsi mieszkało także 12 zagrodników, pastuch, kowal i karczmarz (można więc wnioskować, że funkcjonowała kuźnia i karczma). Pod koniec XVI w. wśród mieszkańców wsi pojawiają się takie nazwiska jak: Krupa, Deguła, Mejka, Szlaga.
W 1603 r., gdy zmarł sołtys o nazwisku Korycki, starosta ostródzki przydzielił włoki sołeckie burgrabiemu ostródzkiemu – Sebaldowi Pfelau. W 1612 r. majątek ziemski w Kraplewie liczył 40 włók i należał do Zygmunta Birckhama, starosty działdowskiego. Później majątek był własnością książęcą i pracowało w nim 12 chłopów. W latach 1609–1621 tutejszym pastorem był Paweł Lupiński (głosił kazania także w Brzydowie). Wspomniany pastor korzystał z części czynszów za wydzierżawione włóki kościelne. Od 1934 r. pastorem był Krzysztof Kluge. W 1646 pastorem w Kraplewie został Jan Węgierski (uprzednio był zakonnikiem franciszkańskim, który 5 lat wcześniej przeszedł na protestantyzm). W latach 1650–1675 Kraplewo należącego do Jerzego i Krzysztofa Fincków. Od 1673 r. pastorem kraplewskim był August Czerkaski.
Pod koniec XVII w. połączona parafię w Kraplewie z parafią w Durągu. W tym czasie pastorem był Jan Skubowius. W 1714 r. właściciel majątki, niejaki Pentzig, obsadził parafię kraplewską byłym nauczycielem Abrahamem Pawlackim. W 1734 r., po śmierci pastora Jakuba Radzkiego, do parafii włączono Brzydowo. W 1739 r. wybudowano we wsi nowa szkołę (zatrudniony był jeden nauczyciel). W latach 1737–1778 funkcje pastora w Kraplewie pełnił Andrzej Popławski (zmarł po 42 latach posługi kapłańskiej).
W latach 1809–1825 kościół w Grabiaku i kaplica w Szyldaku były filiami parafii w Kraplewie. W 1820 r. majątek ziemski i wieś Kraplewo liczyły 18 domów (gospodarstw domowych), zamieszkanych przez 147 osób. W latach 40. XIX w. Gustaw Gizewiusz spisał w Kraplewie wiele pieśni ludowych („Pieśni ludu znad górnej Drwęcy w parafiach Ostródskiej i Kraplewskiej zbierane w 1836 do 1840 roku”). W 1861 majątek rycerski obejmował powierzchnię 2314 mórg ziemi i zamieszkany był przez 242 osoby. Według spisu z 1874 r. na 3016 parafian 2253 było Polakami, podczas gdy spis z 1890 r. ujawnił, że na 3300 parafian Polakami było już tylko 1500 osób. W tym czasie nabożeństwa odprawiano po polsku i niemiecku. Według spisu z 1897 na 3400 parafian Polaków było 2200. W 1902 r. na 3425 mieszkańców język polski rozumiało około 1000 osób. Nabożeństwa odprawiane były tylko w języku polskim. Z kolein w 1907 r. na 3250 osób, zamieszkałych w parafii doliczono się 1500 Polaków, a w roku 1912 już tylko 875. W tym czasie od pastora wymagano znajomości języka mazurskiego (polskiego).
W 1925 r. we wsi mieszkało 425 osób, a w 1939 r. – 349.

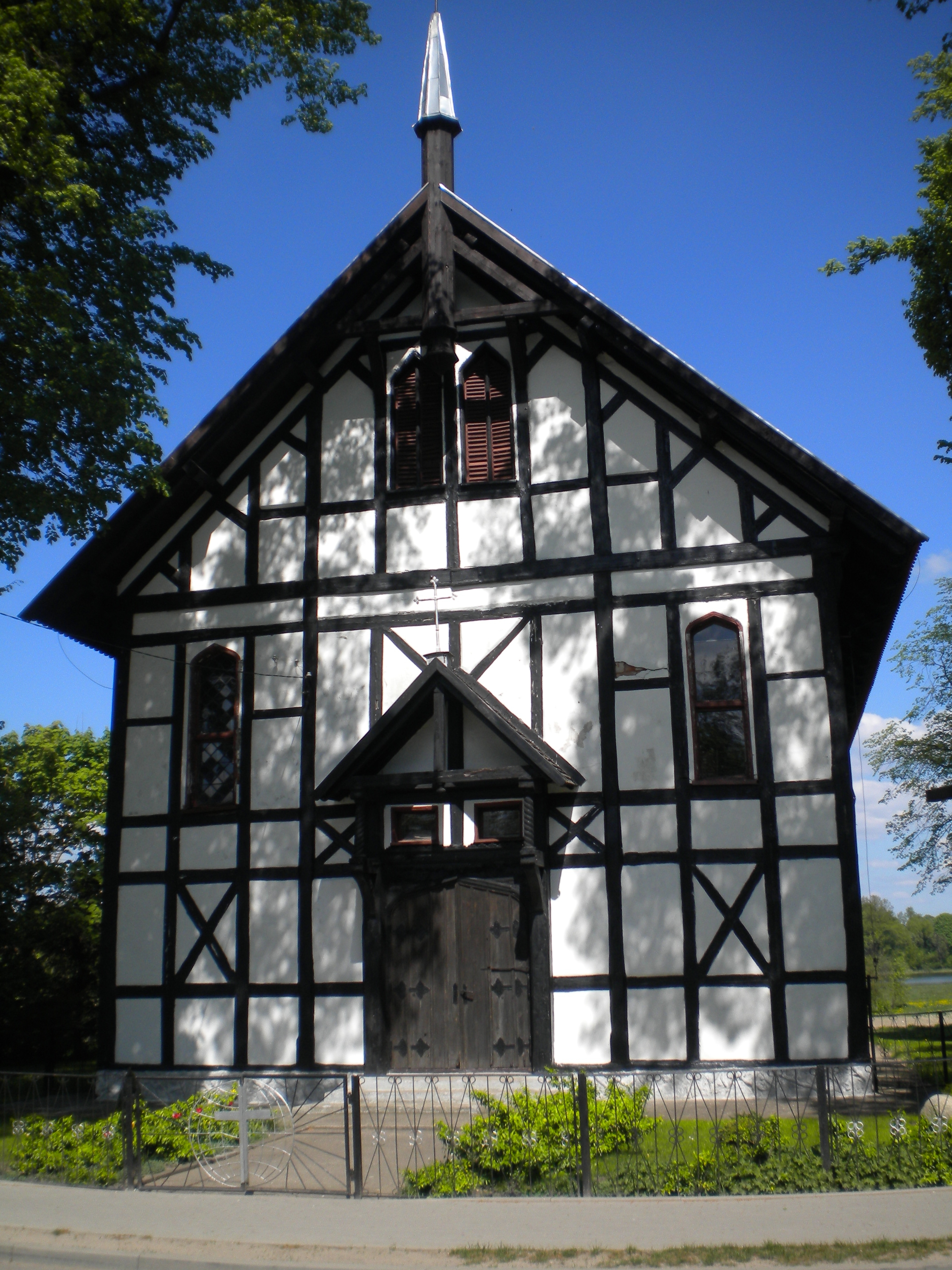
Dawny kościół ewangelicki

W latach 1975–1998 miejscowość administracyjnie należała do województwa olsztyńskiego.
We wsi była stacja kolejowa Kraplewo.

## Zabytki
We wsi znajduje się zabytkowy kościół metodystyczny (dawniej ewangelicko-unijny), ryglowy z 1848, utrzymany w stylu neogotyku angielskiego (motyw łuku Tudora w portalu i oknach). Wyposażenie neogotyckie. Dzwonnica drewniana o konstrukcji słupowej, również stanowiąca obiekt zabytkowy. Obok kościoła pastorówka z końca XIX w, dwór z 1919.
W Muzeum Warmii i Mazur w Olsztynie znajdują się gotyckie figurki Apostołów z nieistniejącego już ołtarza z kościoła w Kraplewie. Pochodzą z ok. 1400 r. W zbiorach także portrety miejscowych pastorów: Jakub Radzki (zm. 1734), Jan Samuel Popławski (1700–1777).

## Wspólnoty wyznaniowe
Wieś jest siedzibą Parafii Ewangelicko-Metodystycznej.

## Ludzie związani z miejscowością
Urodził się tu Dawid Braun (1664–1737), historyk, numizmatyk, uważany za pierwszego badacza numizmatyki polskiej i jednego z pierwszych historyków polskiego parlamentaryzmu.